# グループB

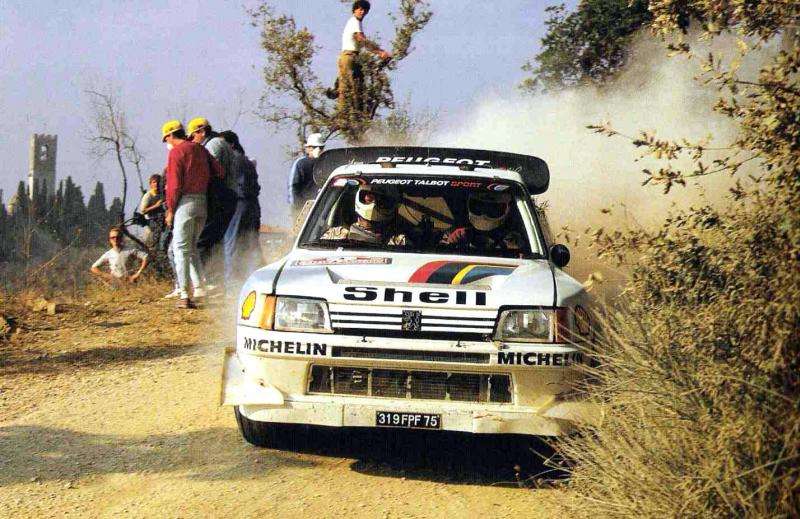
1986年ラリー・サンレモでプジョー205T16E2をドライブするユハ・カンクネン

グループBは、自動車レースに使用する競技車両のカテゴリーのひとつ。1982年、国際自動車連盟（FIA）の下部組織であった国際自動車スポーツ連盟（FISA）によって、それまで1から8の数字によって形成されていたレギュレーション（国際自動車競技規則・付則J項）を改定し、AからF・N・Tという8つのアルファベットへ簡略化されたもののひとつである。

## 概要

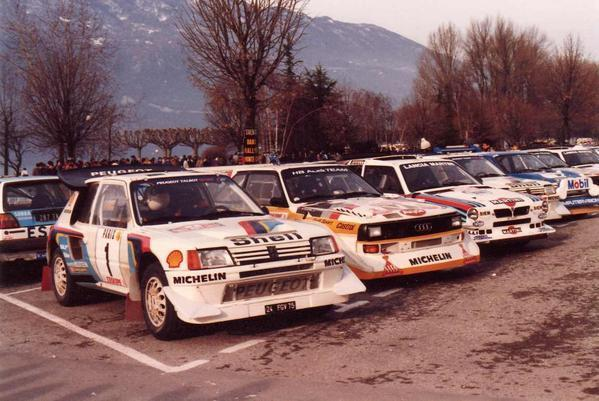
モンテカルロ・ラリー1986年

グループBは分類上「グランドツーリングカー」に定義づけられたマシンで、1982年の試験導入期間を経て翌年の1983年から全面施行される。移行期間中の1982年は新旧の両レギュレーショングループが入り混じって選手権を競った。
世界ラリー選手権（WRC）やヨーロッパラリー選手権（ERC）、一部の国内ラリー選手権の最上位カテゴリーとして定められた他、世界耐久選手権（WEC）内ではグランドツーリングカップとして、グループBを含むGTカーカテゴリのタイトルが設けられた。
排気量によって「B9」（1,300cc未満）、「B10」（1,300cc以上1,600cc未満）、「B11」（1,600cc以上2,000cc未満）、「B12」（2,000cc以上）の区分けがあり、過給機つきエンジンは排気量に係数の1.4を掛けた数値で振り分けられる。
ホモロゲーション（公認）の対象は「連続する12か月間に200台製造された車両」で、従来トップカテゴリーであったグループ4規定の「連続する24か月間に400台生産された車両」から大幅に負担が軽減された。競技専用の自動車であるグループC車両とは異なり、市販車として公認されたベース車両へ大幅な改造を施すことも可能となる。
これらの規定変更は1970年代の石油危機によって離れていった各マニュファクチャラーへ参戦を促す措置であったが、FISAの当初の目論見通り、各マニュファクチャラーがこぞってWRCに参戦することとなる。後に「ワークスカーとして選手権に参戦する車両となるエボリューションモデル20台をラリーカーとして認める」という文章が追加され、この規定を最大限広くとらえた各社ワークス、特にトップクラスの技術を持つワークスの手により、グループBでのラリー選手権は実質限りなくプロトタイプスポーツカーに近い車両で行なわれることとなった。
サーキットレースである世界耐久選手権（WEC）や1994年の全日本GT選手権（JGTC、現在のSUPER GT）にも出走した記録があるが、グループC車両や本格的なGTマシンとの混走であったため、目立った成績は残せていない。

## 歴史

### 1982年
前述のように、前身カテゴリーのグループ4との混走でシーズンが開催された。台風の目となったのは、WRCの世界にヨーロッパメーカーとしては初めてターボ過給エンジンと四輪駆動（4WD）を持ち込んだグループ4車両のアウディ・クワトロ。ジープのような不整地用の特殊車両というイメージしかなかった当時、乗用タイプの4WD車で参戦したクワトロはグラベル（未舗装路）・アイスバーンで圧倒的な強さを見せつけ、ハンヌ・ミッコラ、ミシェル・ムートン、スティグ・ブロンクビストのドライブで快進撃を見せた。
特にムートンはこの年、ポルトガルラリー、アクロポリスラリー、ブラジルラリーで3勝を挙げ、ドライバーズタイトルにもあと1歩という好成績を挙げた。なお、モータースポーツの世界選手権で女性ドライバーとして優勝経験があるのは、現在においても彼女だけである。
この混沌とした移行期間を制したのは、マニュファクチャラーは4WD革命を引き起こしたアウディであったが、ドライバーズタイトルはグループ4車両の「オペル・アスコナ400」を駆るヴァルター・ロールが獲得し、混走の年を象徴する結果となった。一方、ランチアとポルシェはいち早くグループB規定に合致させたランチア・ラリー037、ポルシェ・911SC-RSを投入した。

### 1983年
グループBに統一された最初の年であり、ランチアはアウディへの対抗策として前年のチャンプであるロールのほか、マルク・アレンとアッティリオ・ベッテガを起用。年間を通してクワトロとラリー037の一騎討ちとなった。ランチアとアウディはそれぞれ5勝を挙げ、文字通り互角の戦いを見せるが、わずか2ポイントの僅差でランチアがマニュファクチャラーズタイトルを手中にした。一方、ドライバーズタイトルはアウディのミッコラが獲得している。

### 1984年
オフシーズンにランチアのエースであるロールが、「もはや後輪駆動では勝負にならない、ランチアがドライバーとコ・ドライバーの命を守るロールケージに段ボールやプラスチックを採用している事は危険すぎる」と親族が言ったことへの判断から、ライバルのアウディへ移籍。前年より熟成の進んだクワトロの前にランチアは勝負にならず、ラリー037の勝利はフルターマック（競技区間の全てが舗装路）ラリーのツール・ド・コルスのみにとどまる。
順調に勝ち星を積み上げたアウディは、マニュファクチャラーズタイトルとドライバーズタイトル（ブロンクビスト）の双方をシーズン半ばにしてほぼ決めてしまう。ツール・ド・コルスにはショートホイールベースを有する進化型のアウディ・スポーツ・クワトロを投入し、もはやアウディにはラリーの世界では敵なしと思われたが、ツール・ド・コルスには新たなエントラントが名を連ねていた。
プジョーが1985年シーズンから完全参戦を目指して送り込んできたのは、革新的なレイアウトを有するプジョー・205ターボ16であった。外見こそは1983年に発表された市販車であるプジョー・205の形に近似しているものの、ターボ過給のエンジンを横置きミッドシップとし、車体はセミパイプフレームとケブラー樹脂で構成され、駆動は4WDと、全く別物の怪物マシンであった。初参戦となったツール・ド・コルスは、水溜りに足をすくわれてリタイヤするまでトップを快走し、周囲を驚かせた。ドライバーに1981年の世界チャンピオンであるアリ・バタネンを起用したが、1984年シーズンは途中参戦ということもあり、データ収集のためのテスト参戦であった。しかし、バタネンは1000湖ラリー、サンレモラリー、RACラリーとシーズン後半を3連勝し、それまで圧倒的な強さを誇っていたアウディを全く寄せつけなかった。

### 1985年
前年後半に快進撃を見せた205ターボ16は、この年も7勝を挙げて早々にチャンピオンシップを獲得し、プジョーが圧倒的な強さでシーズンを制した。ドライバーズタイトルも日産から移籍してきたティモ・サロネンが5勝を挙げて獲得する。一方、この年からエンジン出力が300馬力前後から450-600馬力前後までにパワーアップしたほか、空力特性の向上を目的に巨大なエアロパーツが付加されるようになる。1トンそこそこの車重に対して大パワーを持ったモンスターマシンは制御不能の領域に陥り、数々の悲劇を生み出すこととなった。
第5戦のツール・ド・コルスではベッデガの運転するラリー037が立ち木に激突し、そのまま死去。第8戦のアルゼンチンラリーではバタネンが直線でコントロールを失い大クラッシュ、再起不能ともいわれたレベルで重傷を負った。しかし、これらの重大事故が相次いだ中でもカテゴリーの危険性を指摘する声は表には出ず、観客たちの支持も受けてグループBはさらに先鋭化していく。
最終戦のRACラリーでは、直前でホモロゲーションが認可されたランチアがランチア・デルタS4を投入。ツインチャージドエンジンを縦置きミッドシップとして4輪を駆動する。プジョーが量販車に似た姿にすることを重要課題としていたのに対し、量販車とは名前以外の共通性がないマシンであった。デビュー戦でデルタS4は圧倒的なパフォーマンスを見せ、ヘンリ・トイヴォネン、アレンのドライブで1-2フィニッシュを飾った。

### 1986年
前年最終戦で圧倒的な勝ち方を収めたデルタS4は、開幕戦のモンテカルロラリーでトイヴォネンによって勝利。一方、プジョーも翌戦のスウェディッシュラリーをカンクネンが制し、前年チャンピオンとしての粘りを見せる。序盤2戦の勢いのままシーズンも拮抗し、ランチア対プジョーの一騎討ちとなった。
しかし、第3戦のポルトガルラリーではフォード・RS200でワークス参戦していたヨアキム・サントスが、コース上の観客を避けようとして観客席に時速200キロメートルで突っ込み、死者3名（一説には4名）を含む40人以上の死傷者を出す大惨事を引き起こした。ベッテガの事故死、バタネンの重傷事故、そして大勢の観客を死傷させる大惨事という警鐘があったにもかかわらず、関係者は主催者側の観客整理規則のまずさに事態の責任を求め、グループBカーの性能の暴走を認めなかった。結局、ポルトガルラリーは全マニュファクチャラーが競技から撤退し、残りの日程はプライベーターのみで争われる異常事態となった。
そして、第5戦のツール・ド・コルスで決定的な事故が発生する。初日からトップを独走していたトイヴォネンが緩い左コーナーにノーブレーキで進入したところ、コースオフして崖から転落した直後に爆発炎上。トイヴォネンはコ・ドライバーのセルジオ・クレストとともに死亡した。デルタS4はボディ下部に燃料タンクが配置されていたこと、マグネシウムホイールを装着していたことなどが重なり、車両はスペースフレームとサスペンションを残して全焼するという凄惨さであった。このトイヴォネンとクレストの死により、グループBカーそのものの危険性にも大きく目を向けられることとなった。
この死亡事故を受けてFISAは緊急に会議を招集し、2日という異例のスピードで声明を発表する。この中で「以後のグループBのホモロゲーション申請を受け付けないこと」「1986年限りでグループBによるWRCは中止し、1987年以降は下位カテゴリーであるグループAにて選手権を行うこと」を決定したため、グループBカテゴリーはわずか5年でWRCの主役の座を追われることとなった。
ランチアはエースドライバーのトイヴォネンの死で勢いを失い、シーズンでもわずか3勝に留まり、6勝のプジョーにマニュファクチャラーズタイトルを明け渡す。一方、ドライバーズタイトルはランチアのアレンとプジョーのカンクネンによって最終戦まで争われ、1度はアレンに決定した。しかし、第10戦のサンレモラリーで205ターボ16がレギュレーション違反による失格を受けたことにプジョー側が無効を主張し、FISAが「プジョーの失格を無効にし、それに伴いサンレモのレース結果を無効とする」裁定を下したことで、最終戦から11日後にアレンとカンクネンの順位は入れ替わり、カンクネンが初タイトルを獲得した。

### 1987年以降
ラリー選手権から締め出されたグループBカーではあるが、プライベーターたちの抗議もあり、下位クラスの車両は選手権ポイント対象外ながら出走できた。グループB・クラス10のシトロエン・ヴィザ・ミルピストは1987年シーズンのヨーロッパ戦のほとんどに出走し、開幕戦モンテカルロでは総合7位という結果を残している。これらの低馬力の「スモール」グループBカーたちは、ホモロゲーションが切れる1990年代初頭までプライベーターの手により、主にヨーロッパのラリーで姿を見ることができた。一方、プジョー・205ターボ16はホイールベース延長などの改造を施されパリ・ダカール・ラリーに参戦、バタネンとカンクネンの活躍で2勝を挙げた。
ヨーロッパラリークロス選手権(Euro RX, ERX)では1992年シーズンまでグループB規定が有効であったため、走る姿を見ることができた。
また、アメリカで行われるパイクスピーク・インターナショナル・ヒルクライムに、参加車両に対する制限がないアンリミテッドクラスが存在するため、現在でもプライベーターがかつてのグループBカーで参加している。かつてはワークス体制で出走したグループBカーも多く、プジョーやアウディなどが活躍した。
ニュルブルクリンク24時間レースでは、オペル・マンタ400が主催側より特例措置を受け、毎年継続参戦している。ただし、ベース車両がグループBホモロゲーション車両であるというだけで、中身はエンジンやトランスミッションの換装を含め、現代の技術で大幅な改造が施されている。
競技で使用できなくなった後は行方知れずになった車も多いが、ワークス（の母体となっているメーカー）でわずかに保管されている他、コレクターの手に渡り、ファンイベントでの展示やパフォーマンスなどに用いられている車両もある（中にはデルタS4などのように日本のナンバーを取得したものもある）。

## カテゴリーの主な車種
- アウディ・スポーツ・クワトロ（スポーツ・クワトロ／S1 （E1／E2））
- ヴォクスホール・シェベットHSR
- オペル・マンタ400
- シトロエン・ビザ・ミルピステ
- シトロエン・BX-4TC
- シュコダ・130LR
- トヨタ・セリカ GT-TS
- 日産・240RS
- 三菱・スタリオン4WDラリー
- フォード・RS200
- プジョー・205ターボ16（EV.1／EV.2）
- ポルシェ・911SC-RS
- マツダ・RX-7 Evo グループBワークス
- ラーダ2105VFTS
- ランチア・ラリー037（Evo.I／Evo.II）
- ランチア・デルタS4
- ルノー・MAXI5ターボ
- MG・メトロ6R4

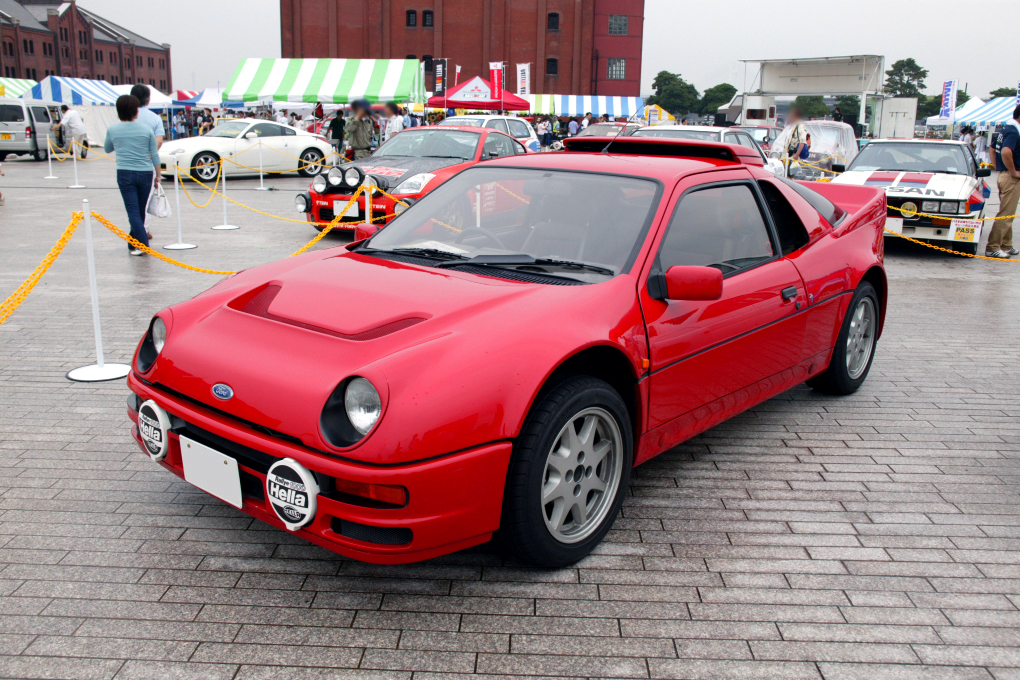
フォード RS200
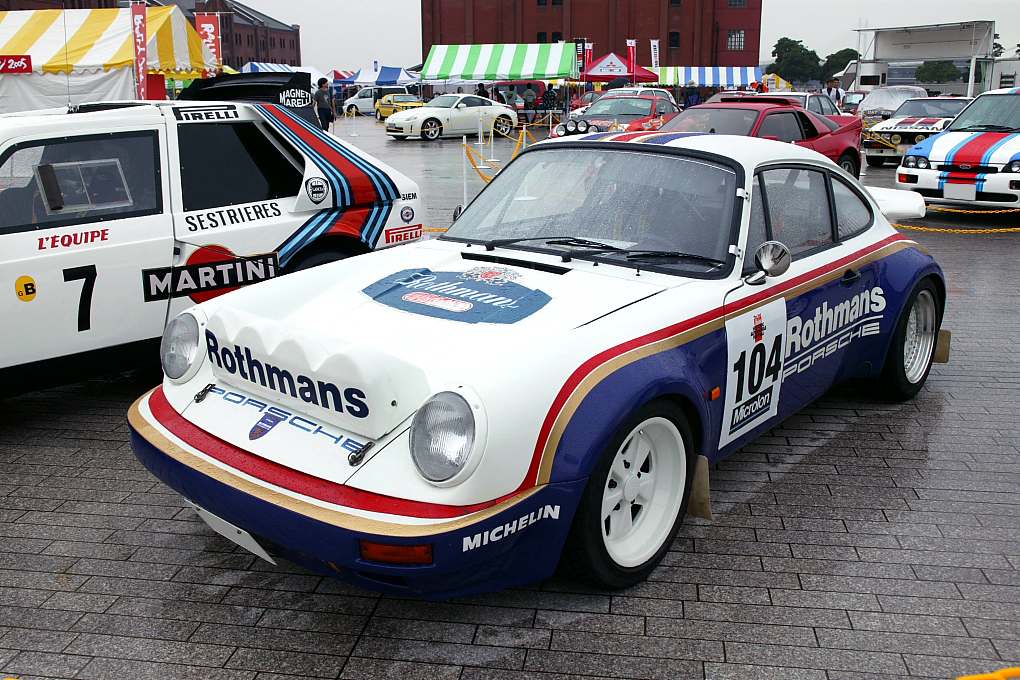
ポルシェ 911 SC-RS
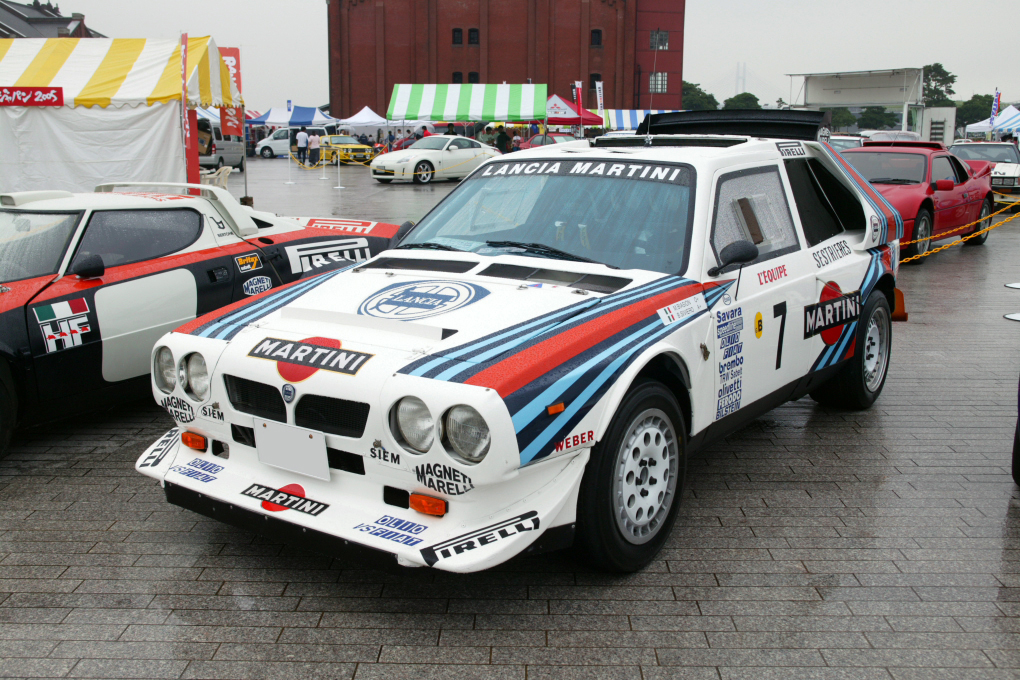
ランチア デルタ S4
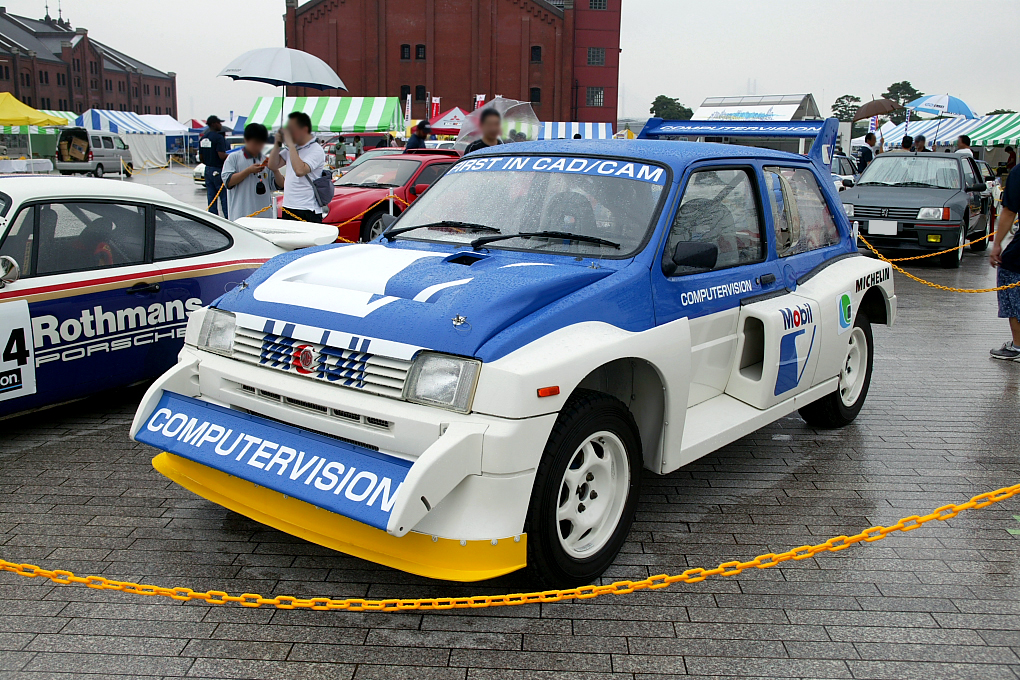
MG メトロ 6R4
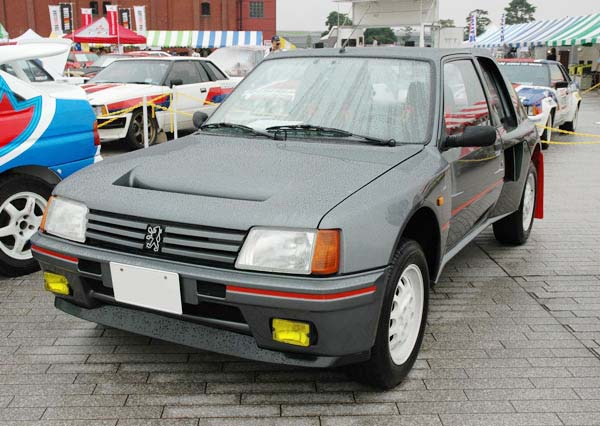
プジョー 205T16
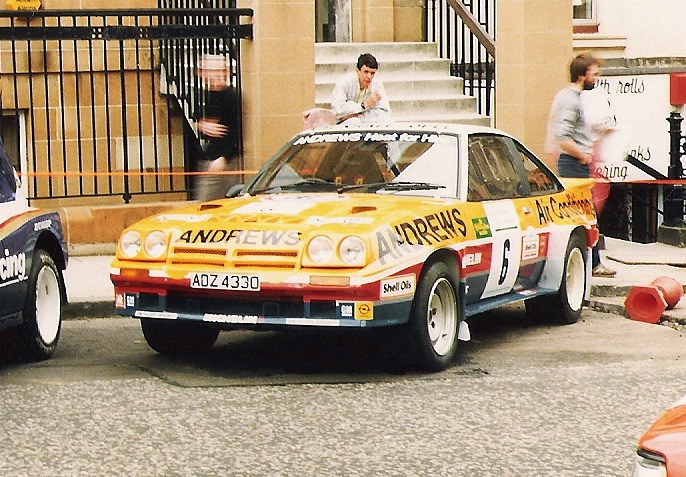
オペル マンタ 400
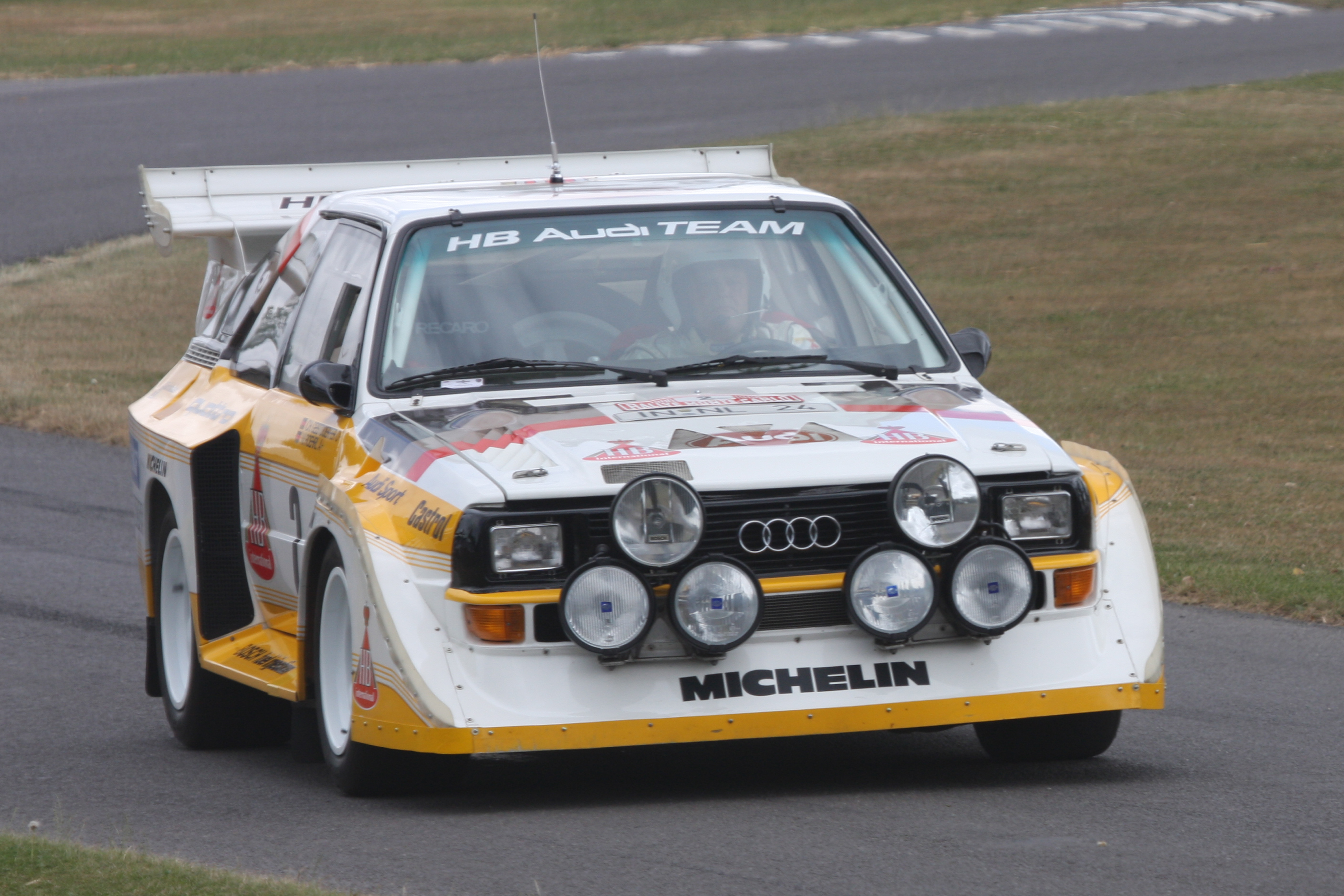
アウディ スポーツクワトロS1

### 参戦が少なかった車両・参戦しなかった車両
- フェラーリ・288GTO（レース未参戦。ラリーではプロトタイプクラスのみの出走。）
- アルファロメオ・アルフェッタGTV6（4WDバージョンも作られたが、後部座席エリアの寸法不足によりやむなく2WDバージョンでの参戦。）
- アルファロメオ・アルファスッドスプリント6C（GTVとほぼ並行して作られたプロトタイプミッドシップ車。GTV6の数バージョンが立ち消えとなったことも孕みつつ本戦出走はなかった。）
- ヴォクスホール・シェベットRSR（オペルカデット、アスコナ400との競合により80年代前半まで活躍。）
- オペル・アスコナ400（オペル・マンタがグループB承認されるまでの繋ぎとしての参戦。）
- ダイハツ・シャレード 926ターボ（サファリラリー、1000湖ラリースポット参戦。グループB承認は1985年エントリー上1台のみ。他年度共2-3台体制でグループA登録。）
- タルボ・ホライゾン
- モスクヴィチ・2141-R
- ラーダ・サマラ(4x4/EVA)（1985年フィンランド・ラリーのみの4x4スポット参戦。その後、サマラEVAへ発展させると1986年1000湖、アクロポリスにエントリー。）

### 生産の用意はあった、または生産されたがホモロゲーション取得には至らなかった車両
- オペル・カデット400（マンタ400の後継車として、カデットDをベースに開発。ベース車は横置きエンジンのFFであるが、こちらは縦置きエンジンのFRである。）
- オペル・カデットラリー4x4（カデットEをベースに、エンジンをフロントに搭載したまま縦置き化した4WDモデル。）
- ポルシェ・959（生産されたのは申請受付停止後であったためグループBのホモロゲーションは取得しておらず、ダカール・ラリーに参戦。また、レース用改造を施した車両が961の名でIMSA-GTXクラスでル・マン24時間レースに参戦。）
- 三菱・スタリオン4WDラリー（WRC未参戦。プロトタイプクラスで参戦した。）
- トヨタ・222D（MR2ベースの4WD車。正式名称は不明。数台作られたが開発途中にグループSに変更、その後グループBが消滅したため、公認も取れず実戦経験なし。）
- アウディ・ミッドシップクワトロ（フロントエンジンであるこれまでのクワトロをミッドエンジンに改修、後年発覚するグループSマシンと並行しテストされていたが、実戦投入はされなかったテストベッド。）

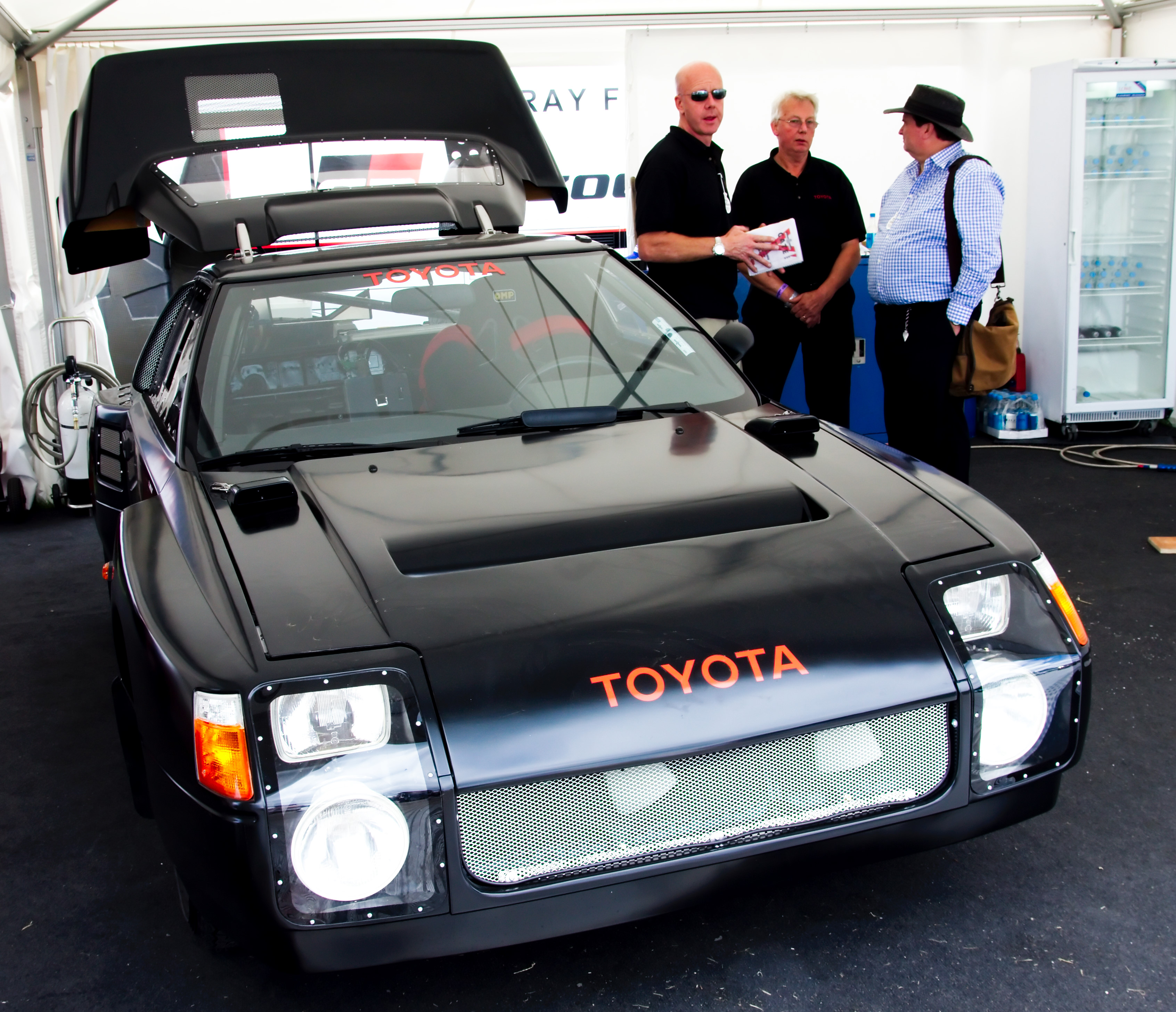
トヨタ 222D

- トヨタ
222D